# Coelichneumon quinquemaculatus
Coelichneumon quinquemaculatus là một loài tò vò trong họ Ichneumonidae.